# Liste der Countys in Delaware
Der US-Bundesstaat Delaware ist in drei Countys  unterteilt.
Die offizielle Abkürzung des Staates Delaware lautet DE, der FIPS-Code ist 10.
Der FIPS-Code für jedes einzelne County beginnt also stets mit 10, an die jeweils eine dreistellige Zahl angehängt wird.
Die Angaben der Bevölkerungszahlen basieren auf der Volkszählung im Jahr 2010.
| County     | FIPS-Code | County Seat | Gründung | Ursprung                                                        | Namensherkunft                          | Einwohner | Fläche    | Karte |
| ---------- | --------- | ----------- | -------- | --------------------------------------------------------------- | --------------------------------------- | --------- | --------- | ----- |
| Kent       | 001       | Dover       | 1683     | New Castle County                                               | englische Grafschaft Kent               | 162.310   | 1.527 km² |       |
| New Castle | 003       | Wilmington  | 1664     | ursprüngliches County von niederländischen Kolonie Nieuw Amstel | der damalige Verwaltungssitz New Castle | 538.479   | 1.104 km² |       |
| Sussex     | 005       | Georgetown  | 1683     | New Castle County                                               | englische Grafschaft Sussex             | 197.145   | 2.428 km² |       |